# Dusisiren
Dusisiren (лат.) — род вымерших морских растительноядных млекопитающих из семейства дюгоневых. Их ископаемые остатки принадлежат к миоцену и плиоцену (15,98—3,6 млн лет назад). Они найдены на территории Северной Америки (США и Мексика) и Азии (Япония).
Dusisiren эволюционировал от предка, питавшегося в мангровых зарослях, и он смог адаптироваться к холодному климату северной части Тихого океана, развив способность питаться в зарослях водорослей на открытом побережье. Начальные изменения в шейных позвонках предполагают, что он был способен маневрировать и питаться в водах омываемых прибоем побережий с глубокой холодной водой.

## Классификация
По данным сайта Paleobiology Database, на май 2025 года в род включают 4 вымерших вида:
- † Dusisiren dewana Takahashi et al., 1986
- † Dusisiren jordani Kellogg, 1925
- † Dusisiren reinharti Domning, 1978
- † Dusisiren takasatensis Kobayashi et al., 1995